# Новоясачная
Новоясачная — заимка в Усольском районе Иркутской области России. Входит в состав Большееланского муниципального образования. Находится примерно в 32 км к югу от районного центра.

## Население
По данным Всероссийской переписи, в 2010 году на заимке проживало 29 человек (17 мужчин и 12 женщин).